# بول بيرس
بول بيرس (بالإنجليزية: Paul Pierce) مواليد 13 أكتوبر 1977 في أوكلاند، هو لاعب كرة سلة أمريكي معتزل. بدأ مسيرته الاحترافية في سنة 1998، كان آخر فريق لعب معه لوس أنجلوس كليبرز في الرابطة الوطنية لكرة السلة ويحمل الرقم 34. يبلغ طوله 6 قدم 7 بوصة (2.0 م). مثّل منتخب بلاده.

## فرق لعب لها
- بوسطن سيلتكس
- بروكلين نتس
- واشنطن ويزاردز
- لوس أنجلوس كليبرز

## روابط خارجية
- بول بيرس على موقع الاتحاد الدولي لكرة السلة (الإنجليزية)
- بول بيرس على موقع إن بي أي (الإنجليزية)
- بول بيرس على موقع سبورتس رفرنس (الإنجليزية)
- بول بيرس على موقع كرة السلة الأوروبية.كوم (الإنجليزية)
- بول بيرس على موقع إي إس بي إن.كوم (الإنجليزية)
- بول بيرس على موقع كلية كرة السلة في سبورتس رفرنس.كوم (الإنجليزية)
- بول بيرس على موقع ريلجم (الإنجليزية)
- بول بيرس على موقع بروبوليرز (الإنجليزية)